# Thelotornis capensis
Thelotornis capensis là một loài rắn trong họ Rắn nước. Loài này được Smith mô tả khoa học đầu tiên năm 1849.
Thelotornis capensis được tìm thấy ở miền nam châu Phi. 
Thelotornis capensis mảnh mai và có đuôi dài. Mẫu vật dài nhất của bảo tàng là một con đực với chiều dài từ mõm đến lỗ đuôi là 106 cm, đuôi dài 62 cm và tổng chiều dài tổng cộng là 168 cm.
Thelotornis capensis là loài đẻ trứng. Những quả trứng dài và khá nhỏ, mỗi quả dài trung bình 36 mm và rộng 16 mm.